# Касендра, Людвик
Людвик Касендра (пол. Ludwik Kasendra; 22 августа 1920 — 22 июля 1991) — польский актёр театра и кино.

## Биография
Людвик Касендра родился 26 февраля 1910 года в Варшаве. Он не учился в актёрских школах. Дебютировал на сцене в 1945 г. Затем актёр театров в Гожув-Велькопольском, Ополе, Кельце, Вроцлаве, Лодзи.
Умер 17 января 1996 года в Лодзи, похоронен на Брудновском кладбище в Варшаве.

## Избранная фильмография
| Год  | Русское название                                                     | Оригинальное название                |
| ---- | -------------------------------------------------------------------- | ------------------------------------ |
| 1957 | Ева хочет спать                                                      | Ewa chce spać                        |
| 1959 | Загадочный пассажир                                                  | Pociąg                               |
| 1963 | Где генерал?                                                         | Gdzie jest generał…                  |
| 1966 | Давай любить сиренки                                                 | Kochajmy syrenki                     |
| 1966 | Жареные голубки                                                      | Pieczone gołąbki                     |
| 1966 | Ад и небо                                                            | Piekło i niebo                       |
| 1967 | Невероятные приключения Марека Пегуса                                | Niewiarygodne przygody Marka Piegusa |
| 1969 | Приключения канонира Доласа, или Как я развязал Вторую мировую войну | Jak rozpętałem drugą wojnę światową  |
| 1970 | Лицо ангела                                                          | Twarz anioła                         |
| 1971 | Не люблю понедельник                                                 | Nie lubię poniedziałku               |
| 1972 | 150 км в час                                                         | 150 na godzinę                       |
| 1974 | Весна, пан сержант!                                                  | Wiosna panie sierżancie              |
| 1977 | Кукла                                                                | Lalka                                |
| 1980 | Танго птицы                                                          | Tango ptaka                          |
| 1980 | Королева Бона                                                        | Królowa Bona                         |
| 1983 | Дом святого Казимира                                                 | Dom św. Kazimierza                   |
| 1988 | Нью-Йорк, четыре утра                                                | Nowy Jork, czwarta rano              |
| 1988 | Пограничье в огне                                                    | Pogranicze w ogniu                   |

## Признание
- 1988 — Заслуженный деятель культуры Польши